# بيتر هولت
بيتر هولت (بالإنجليزية: Peter M. Holt)‏ هو شخصية أعمال أمريكي، ولد في 26 يوليو 1948 في بيوريا في الولايات المتحدة.